# بازی مرکب (فصل ۳)
فصل سوم و پایانی مجموعه دلهره‌آور بقای بازی مرکب که با عنوان بازی مرکب ۳ شناخته می‌شود، توسط نویسنده و تهیه‌کنندهٔ اهل کره جنوبی، هوانگ دونگ هیوک ساخته شده و در ۲۷ ژوئن ۲۰۲۵ توسط نتفلیکس منتشر شد.
در این فصل، بازیگرانی همچون لی جونگ جه، لی بیونگ هون، وی ها جون، ایم شی وان، کانگ ها نول، پارک گیو-یونگ، پارک سونگ هون، یانگ دونگ گون، کانگ ئه شیم، جو یو ری، کیت بلانشت، اوه دال سو، سونگ یونگ چانگ  و چه کوک هی ایفای نقش کردند.

## قسمت‌ها
| شم. کلی | شم. در فصل | عنوان                                                                               | کارگردان        | نویسنده         | تاریخ انتشار اصلی |
| ------- | ---------- | ----------------------------------------------------------------------------------- | --------------- | --------------- | ----------------- |
| ۱۷      | ۱          | «کلیدها و چاقوها» Transcription: "Yeolsoewa Kal" (کره‌ای: 열쇠와 칼)                 | هوانگ دونگ هیوک | هوانگ دونگ هیوک | ۲۷ ژوئن ۲۰۲۵      |
| ۱۸      | ۲          | «شب پرستاره» Transcription: "Byeol-i Bichnaneun Bam-e" (کره‌ای: 별이 빛나는 밤에)    | هوانگ دونگ هیوک | هوانگ دونگ هیوک | ۲۷ ژوئن ۲۰۲۵      |
| ۱۹      | ۳          | «تقصیر تو نیست» Transcription: "Dangsin-ui Tas-i Anida" (کره‌ای: 당신의 탓이 아니다) | هوانگ دونگ هیوک | هوانگ دونگ هیوک | ۲۷ ژوئن ۲۰۲۵      |
| ۲۰      | ۴          | «۲۲۲»                                                                               | هوانگ دونگ هیوک | هوانگ دونگ هیوک | ۲۷ ژوئن ۲۰۲۵      |
| ۲۱      | ۵          | «○△□»                                                                               | هوانگ دونگ هیوک | هوانگ دونگ هیوک | ۲۷ ژوئن ۲۰۲۵      |
| ۲۲      | ۶          | «انسان‌ها…» Transcription: "Saram-eun..." (کره‌ای: 사람은...)                         | هوانگ دونگ هیوک | هوانگ دونگ هیوک | ۲۷ ژوئن ۲۰۲۵      |

## بازیگران و شخصیت‌ها
اعداد داخل پرانتز شمارهٔ بازیکنِ هر شخصیت در دنیای بازی مرکب را نشان می‌دهند.

### اصلی
- لی جونگ جه در نقش سونگ گی هون (۴۵۶)
- لی بیونگ هون در نقش هوانگ این هو / فرانت‌من
- وی ها جون در نقش هوانگ جون هو
- ایم شی وان در نقش لی میونگ گی / «ام‌جی کوین» (۳۳۳)[۲][۳]
- کانگ ها نول در نقش کانگ ده هو (۳۸۸)[۲][۳]
- پارک گیو یونگ در نقش کانگ نو اول[۴][۳]
- لی جین ووک در نقش پارک گیونگ سوک(۲۴۶)[۴][۳]
- پارک سونگ هون در نقش چو هیون جو (۱۲۰)[۲][۳]
- یانگ دونگ گون در نقش پارک یونگ شیک(۰۰۷)[۲][۳]
- کانگ ئه شیم در نقش جانگ گوم جا (۱۴۹)[۴][۳]
- سونگ یونگ چانگ در نقش ایم جونگ ده (۱۰۰)[۵]
- چه کوک هی در نقش سون نیو (۰۴۴)[۶][۳]
- لی دیوید در نقش پارک مین سو (۱۲۵)[۴][۳]
- رو جه وون در نقش نام گیو (۱۲۴)[۴][۳]
- جو یو ری در نقش کیم جون هی (۲۲۲)[۴][۳]

### دوره‌ای
- پارک هی سون در نقش فرد نقاب‌دار
- جون سوک هو در نقش چوی وو سوک[۷]
- لی سونگ وو در نقش کیم یونگ سام (۲۲۶)[۸]
- اوه دال سو در نقش کاپیتان پارک یونگ گیل[۹][۱۰]

### مهمان
- تی.او.پی در نقش چوی سو بونگ / «تانوس» (۲۳۰)
- جونگ هو یون در نقش کانگ سه بیوک (۰۶۷)
- وون جی آن در نقش سه می (۳۸۰)
- کیت بلانشت در نقش استخدام‌کنندهٔ آمریکایی[۱۱]

## تولید

### توسعه

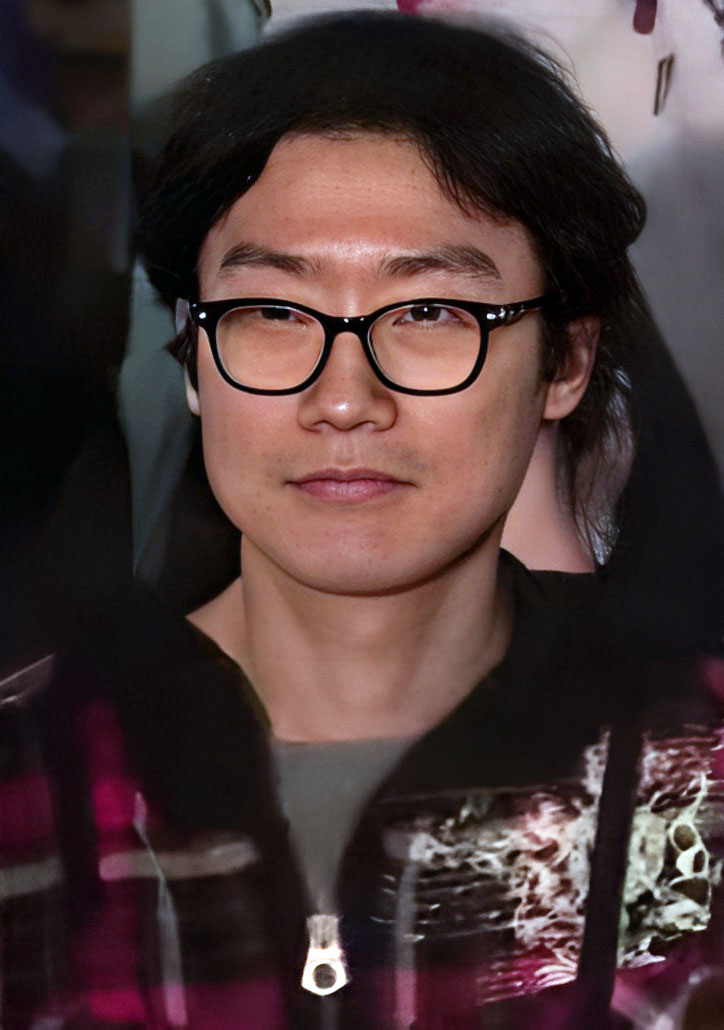
هوانگ دونگ هیوک، سازنده و کارگردان مجموعه بازی مرکب

هوانگ دونگ هیوک در دسامبر ۲۰۲۱ اعلام کرد که در حال گفت‌وگو با نتفلیکس برای ساخت فصل سوم بازی مرکب است. فصل سوم پس از پخش فصل دوم تأیید شد. هوانگ در زمان فکر کردن به ایدهٔ پایان‌بندی فصل سوم، آن را به‌عنوان پایان نهایی داستان در نظر گرفت. او معتقد بود با روایت این داستان، می‌تواند تمام چیزهایی را که می‌خواست از طریق بازی مرکب بیان کند، چه از منظر کلی مجموعه و چه از دیدگاه شخصیت اصلی سونگ گی هون، به تصویر بکشد و دیگر نیازی به ادامهٔ داستان فراتر از این ندارد.

### نویسندگی
هوانگ دونگ هیوک در ابتدا فصل دوم و سوم را به‌عنوان یک فصل واحد در نظر داشت، اما به دلیل تعداد زیاد قسمت‌ها، آن‌ها را به دو فصل جداگانه تقسیم کرد. به گفتهٔ هوانگ، در آغاز فصل سوم، سونگ گی هون بار دیگر نسبت به دو فصل گذشته شخصیتی دگرگون‌شده خواهد بود و «در یک دوراهی بسیار بحرانی» قرار خواهد گرفت. این فصل همچنین گذشتهٔ شخصیت هوانگ این هو و چگونگی تبدیل شدن او به فرانت‌من را آشکار خواهد کرد. شخصیت چول سو، که «دوست‌پسر» ربات غول‌پیکر یونگ هی است، برای نخستین بار در سکانس پس از تیتراژ پایانی قسمت آخر فصل دوم معرفی شد و قرار است در فصل سوم، همراه با یک بازی جدید، ظاهر شود. هوانگ دربارهٔ فصل سوم می‌گوید که تمرکز این فصل بر «چگونگی حفظ انسانیت در میان رقابتی شدید» خواهد بود، در حالی که بازی‌هایی معرفی می‌شوند که «می‌توانند پست‌ترین وجوه انسان را آشکار کنند»؛ او خواهان «بازی‌هایی بسیار شدید است تا جنبه‌های تاریک طبیعت انسانی را به تصویر بکشد». او همچنین عنوان کرد که تغییراتی که گی هون و میونگ گی از سر خواهند گذراند «دراماتیک» خواهند بود و اینکه نوزاد جون هی نقشی بسیار مهم خواهد داشت؛ «نه فقط برای جون هی، بلکه برای سرنوشت همهٔ افراد درون بازی.»

### انتخاب بازیگران
لی جونگ جه و لی بیونگ هون بار دیگر نقش‌های خود را به ترتیب به‌عنوان سونگ گی هون و فرانت‌من ایفا خواهند کرد. همچنین دیگر بازیگرانی که در فصل دوم حضور داشتند نیز در این فصل بازخواهند گشت. این بازیگران عبارتند از: وی ها جون، کانگ ها نول، پارک سونگ هون، ایم شی وان، یانگ دونگ گون، پارک گیو یونگ، جو یو ری، کانگ ئه شیم، لی دیوید و رو جه وون؛ چراکه فصل سوم ادامه‌دهندهٔ بازی‌هایی‌ست که در فصل دوم آغاز شده بودند.

### فیلم‌برداری
فیلم‌برداری این فصل در ژوئیه ۲۰۲۳ آغاز شد و در ژوئن ۲۰۲۴ به پایان رسید. این فصل به صورت پشت سر هم همراه با فصل دوم فیلم‌برداری شده است.

### پس‌تولید
تا نوامبر ۲۰۲۴، مرحلهٔ تدوین فصل سوم تقریباً به پایان رسیده بود.

## انتشار
این فصل در ۲۷ ژوئن ۲۰۲۵ از طریق نتفلیکس منتشر شد.

## بازخورد
| مجموع نمرات   | مجموع نمرات |
| منبع          | امتیاز      |
| ------------- | ----------- |
| متاکریتیک     | ۶۶/۱۰۰      |
| راتن تومیتوز  | ۷۹٪         |
| نمرات بازبینی |             |
| منبع          | امتیاز      |
| مترو          | [ ۲۷ ]      |
| تلگراف        | [ ۲۸ ]      |

در وبگاه جمع‌آوری نقد راتن تومیتوز، ۷۹٪ از ۶۳ بررسی منتقدان مثبت است. اجماع منتقدان این وبگاه چنین بیان شده است: «بازی‌ها در فصل سوم که نقطهٔ اوج و تیره‌وتاری از داستان را رقم می‌زند، به اوج خود می‌رسند؛ در حالی‌که ضرب‌آهنگ‌های آشنای پیشین را تکرار می‌کنند، اما با بی‌رحمی‌ای اجرا می‌شوند که مضامین مدنظر سازندهٔ مجموعه، هوانگ دونگ هیوک را به شدت منتقل می‌کند». این فصل در متاکریتیک که از میانگین وزنی استفاده می‌کند، بر اساس نظر ۲۴ منتقد، امتیاز ۶۶ از ۱۰۰ را کسب کرده که نشان‌دهندهٔ «نقدهای عموماً مثبت» است.
تایم نیز نقد مثبتی بر فصل سوم منتشر کرد و نوشت که مجموعه به «بهترین حالت بی‌رحمانه» خود بازگشته است؛ حالتی که با عمق احساسی و مسیر شخصیتی کاراکترها و همچنین مضامینی که هوانگ در این فصل به آن‌ها پرداخته است، «تا عمق جان نفوذ می‌کند».